# Zichtbaarheid

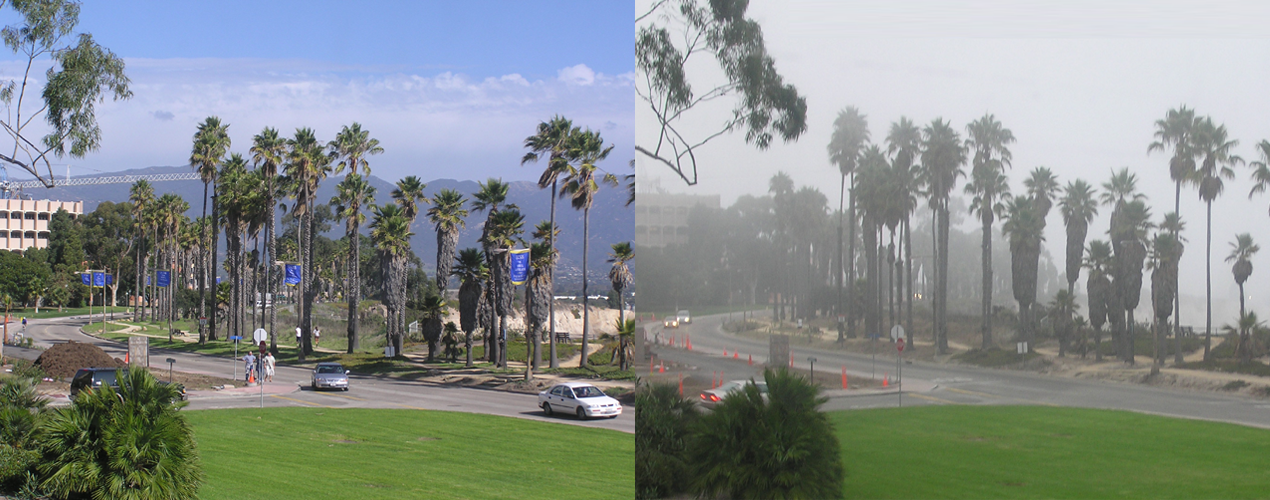
De zichtbaarheid op een normale heldere dag (links) neemt sterk af wanneer het mist (rechts).

Zichtbaarheid of zicht is de eigenschap van iets om met de ogen waargenomen te kunnen worden. In de scheepvaart, luchtvaart en meteorologie is dit een belangrijk begrip. Meteorologisch zicht is de grootste afstand waarop een zwart object te zien en te herkennen is. Het zicht is van invloed op de optische dracht van een lichtbron.
Zichtbaarheid kan door diverse zaken worden verminderd of zelfs weggenomen:
- objecten die iets gedeeltelijk of volledig aan het oog onttrekken;
- mist, rook of heiigheid of smog in de lucht;
- vertroebeling in water;
- het ontbreken van een lichtbron;
- het ontbreken van contrast met de omgeving; camouflage is hierop juist gebaseerd;
- te kleine afmeting;
- te grote afstand.

Bij de definitie van zichtbaarheid die binnen de meteorologie wordt gehanteerd, wordt het al dan niet aanwezig zijn van een lichtbron buiten beschouwing gelaten, en gaat het enkel om de helderheid van de lucht.
Bij verminderde zichtbaarheid kan de kans op ongelukken in het verkeer groter worden. De zichtbaarheid van deelnemers aan het verkeer kan om deze reden met diverse producten die op de markt zijn worden verhoogd. Voorbeelden van producten die de zichtbaarheid verhogen, zijn lampen, reflectors en fluorescerende kleding.